# Sonata per a violí en la major (HWV 372)
La Sonata per a violí en la major (HWV 372) és una obra per violí i teclat (clavicèmbal) que es creia que fou composta per Georg Friedrich Händel. Diversos experts actuals posen en dubte l'atribució a Händel, i la consideren una obra espúria. La sonata es coneix també com a Opus 1 núm. 12, i fou publicada el 1732 per Walsh. Altres catàlegs de música de Händel la referencien com a HG xxvii,51; i HHA iv/4,46.
La sonata fou publicada el 1730 per Walsh com a Sonata X. Per alguna raó desconeguda no apareix en la reedició de Walsh de 1732. En l'edició de Chrysander té el títol de Sonata XIV, i la indicació d' "Opus 1, núm. 14". Ambdues edicions, la de Walsh i la de Chrysander, detallen que l'obra és per a violí.

## Moviments
La sonata consta de quatre moviments:
| Núm. | Tipus   | Tonalitat | Mètrica | Compassos | Notes |
| ---- | ------- | --------- | ------- | --------- | --- |
| 1    | Adagio  | La major  | 4/4     | 13        | |
| 2    | Allegro | La major  | 4/4     | 29        | Té dues seccions (14 i 15 compassos), cadascuna amb signes de repetició. La primera secció acaba amb un acord en mi major. |
| 3    | Largo   | ?         | 3/2     | 17        | Comença en fa ♯ menor. |
| 4    | Allegro | La major  | 3/8     | 68        | Té dues seccions (29 i 39 compassos), cadascuna amb signes de repetició. La segona secció comença en mi major.             |

(Els moviments no contenen signes de repetició llevat que s'indiqui. El nombre de compassos està agafat de l'edició de Chrysander, i és el nombre que apareix en el manuscrit, sense incloure signes de repetició..)